# Varanasi (accantonamento)
L'accantonamento di Varanasi è una suddivisione dell'India, classificata come cantonment board, di 17.246 abitanti, situata nel distretto di Varanasi, nello stato federato dell'Uttar Pradesh.